# دورة الألعاب العربية 2007
الألعاب العربية الحادية عشرة أقيمت في مصر من 11 نوفمبر إلى 25 نوفمبر 2007.
شارك في الدورة 22 دولة، يمثلها ما يقرب من 8 آلاف رياضي ورياضية، يتنافسون في 32 لعبة، منها 29 لعبة أوليمبية و 5 غير أوليمبية بالإضافة إلى 4 لعبات لذوي الاحتياجات الخاصة، وشاركت مصر في الدورة بأكبر بعثة، ويمثلها 1268 رياضيا ورياضية.

## الدولة المستضيفة
كانت النسخة الحادية عشر من دورة الألعاب العربية المقررة في 2007 ستقام في ليبيا التي اعتذرت عن تنظيم الدورة، مما دعا ثلاث دول للترشح للحصول على حق الاستضافة، وهي لبنان وسوريا ومصر، وفازت مصر بـ 12 صوت مقابل 10 أصوات للبنان في حين انسحبت سوريا. وهي المرة الثالثة التي تستضيف فيها مصر دورة الألعاب العربية بعد دورة 1953 في الإسكندرية ودورة 1965 في القاهرة.

## مراسم الافتتاح
بدأت مراسم افتتاح الدورة بعزف النشيد الوطني المصري، وانطلاق طابور عرض الدول المشاركة، وكلمة للسيد عمرو موسى أمين عام جامعة الدول العربية، ثم كلمة للدكتور مفيد شهاب رئيس المكتب التنفيذي لوزراء الشباب والرياضة، وكلمة للمهندس حسن صقر رئيس اللجنة المنظمة العليا، وبعدها أجريت مراسم رفع علم الدورة، ثم أعلن الرئيس مبارك افتتاح الدورة، ليبدأ البرنامج الفني لحفل الافتتاح الذي يقوم مضمونه على رواية عصر النهضة والتنوير العربي. وذلك بحضور الرئيس اليمني علي عبد الله صالح، والرئيس العراقي جلال طالباني، والرئيس الفلسطيني محمود عباس، والعاهل الأردني الملك عبد الله الثاني، والرئيس السوداني عمر البشير، وجاك روج رئيس اللجنة الأوليمبية الدولية وعدد من وزراء الشباب والرياضة العرب والسياسيين ورؤساء البعثات الدبلوماسية العربية والأجنبية بالقاهرة.

## شعار الدورة
يتكون من خريطة الوطن العربي دليل على وحدة أقطاره وعليه علم مصر رمز الدولة المستضيفة ونجمة ترمز إلى الرياضيين نجوم الدورة.

## المشاركون
| الدولة                   | اللاعبين | الألعاب |
| ------------------------ | -------- | ------- |
| الجزائر                  | 443      | 23      |
| البحرين                  | 236      | 14      |
| جزر القمر                | 63       | 9       |
| جيبوتي                   | 15       | 3       |
| مصر                      | 1268     | 32      |
| العراق                   | 482      | 28      |
| الأردن                   | 383      | 28      |
| الكويت                   | 412      | 26      |
| لبنان                    | 153      | 20      |
| ليبيا                    | 338      | 19      |
| موريتانيا                | 17       | 4       |
| المغرب                   | 230      | 27      |
| عُمان                     | 53       | 8       |
| فلسطين                   | 56       | 4       |
| قطر                      | 406      | 26      |
| السعودية                 | 472      | 25      |
| الصومال                  | 13       | 3       |
| السودان                  | 142      | 14      |
| سوريا                    | 273      | 19      |
| تونس                     | 329      | 18      |
| الإمارات العربية المتحدة | 293      | 17      |
| اليمن                    | 140      | 14      |

## الألعاب المشاركة

### للرجال
| - ألعاب القوى - كرة السلة - كرة القدم - رفع الأثقال - السباحة - الجمباز - المصارعة - الملاكمة - الكرة الطائرة - كرة اليد | - الدراجات - الفروسية - الرماية - الكارتيه - الجودو - المبارزة - التايكواندو - كرة المضرب - كرة الطاولة - القوارب الشراعية | - الشطرنج - الإسكواش - الريشة الطائرة - البولينغ - الخماسي - كرة الماء - القوس والسهم - الهجن |

### للنساء
| - ألعاب القوى - كرة السلة - رفع الأثقال - السباحة - الجمباز - الدراجات - الرماية | - الكارتيه - الجودو - المبارزة - التايكواندو - كرة المضرب - كرة الطاولة - القوارب الشراعية | - الشطرنج - الإسكواش - الريشة الطائرة - البولينغ - الخماسي الحديث - القوس والسهم |

### لذوي الاحتياجات الخاصة
| - ألعاب القوى - رفع الأثقال | - الكرة الطائرة - كرة الطاولة |

## النتائج النهائية
| الترتيب | منتخب                    | ذهبية | فضية | برونزية | المجموع |
| ------- | ------------------------ | ----- | ---- | ------- | ------- |
| 1       | مصر                      | 148   | 100  | 89      | 337     |
| 2       | تونس                     | 63    | 33   | 49      | 145     |
| 3       | الجزائر                  | 30    | 43   | 51      | 124     |
| 4       | المغرب                   | 21    | 32   | 36      | 89      |
| 5       | سوريا                    | 15    | 23   | 45      | 83      |
| 6       | قطر                      | 14    | 13   | 13      | 40      |
| 7       | السعودية                 | 8     | 19   | 18      | 45      |
| 8       | الكويت                   | 8     | 10   | 21      | 39      |
| 9       | السودان                  | 8     | 9    | 8       | 25      |
| 10      | الأردن                   | 6     | 14   | 29      | 49      |
| 11      | ليبيا                    | 6     | 10   | 14      | 30      |
| 12      | الإمارات العربية المتحدة | 6     | 9    | 8       | 23      |
| 13      | البحرين                  | 6     | 5    | 10      | 21      |
| 14      | لبنان                    | 6     | 5    | 9       | 20      |
| 15      | عُمان                     | 5     | 1    | 2       | 8       |
| 16      | العراق                   | 4     | 23   | 33      | 60      |
| 17      | اليمن                    | 1     | 4    | 7       | 12      |
| 18      | فلسطين                   | 0     | 0    | 3       | 3       |
| 19      | الصومال                  | 0     | 0    | 0       | 0       |
| 19      | جيبوتي                   | 0     | 0    | 0       | 0       |
| 19      | موريتانيا                | 0     | 0    | 0       | 0       |
| 19      | جزر القمر                | 0     | 0    | 0       | 0       |